# Пак Чхэ Ын
Пак Чхэ Ын (кор. 박채은; англ. Park Chae-eun; род. 10 февраля 2003 года, Кунпхо) — корейская конькобежка, серебряный и бронзовый призёр чемпионата четырёх континентов 2022 года.

## Биография
Пак Чхэ Ын начала кататься на коньках в возрасте 7-ми лет в Кунпхо последуя за своим старшим братом, которого мама водила на каток. Начиная с первого класса начальной школы она часто терпела поражения, но уже в следующих классах она почти всегда была первой. Её сестра также занимается конькобежным спортом.
В 2014 году Пак выиграла серебряную медаль в многоборье на Национальном чемпионате среди начальных школ, а в 2016 году завоевала "золото". В том же году выиграла на дистанции 500 м и заняла 2-е место на 1000 м на чемпионате среди средних школ. В январе 2017 года Чхэ Ын выиграла Национальный чемпионат Кореи в многоборье среди взрослых, а также на 98-м Национальном фестивале зимних видов спорта выиграла забеги на 500 м и 1500 м и на чемпионате средних школ одержала победы на дистанциях 500 и 1000 м.
В январе 2018 года она стала чемпионкой Кореи на Национальном чемпионате в многоборье и дебютировала на Кубке мира среди юниоров. В марте также впервые участвовала на чемпионате мира среди юниоров в Солт-Лейк-Сити, где завоевала "серебро" в командном спринте и "бронзу" в командной гонке преследования, а на дистанции 1000 м заняла на тот момент лучшее 12-е место. В январе 2019 года Пак заняла 3-е место на чемпионате Кореи в спринтерском многоборье.  
В феврале 2019 года на чемпионате мира в спринтерском многоборье в Херенвене Пак Чхэ Ын заняла 27-е место в общей классификации многоборья. В сезоне 2019/20 она не смогла показать результат. В апреле 2021 года на чемпионате Кореи среди юниоров Пак выиграла "бронзу" в комбинации спринта, а в мае победила на дистанциях 500 и 1000 м на отдельных дистанциях на юниорском чемпионате Кореи. 
В декабре 2021 года она стала серебряным призёром вместе с подругами в командном спринте и бронзовым в командной гонке преследования на чемпионате четырёх континентов в Калгари. На дистанции 500 метров заняла 4-е место, а в забеге на 1000 м стала 6-й. В феврале 2022 года Корейская федерация ледового спорта отказалась от участия в чемпионате мира из-за начала военных действии на Украине.
В октябре 2022 года Пак заняла 4-е места на дистанциях 500 и 1000 м на чемпионате Кореи на отдельных дистанциях.